# Jake Wesley Rogers
Jake Wesley Rogers (Springfield, 19 de desembre de 1996) és un cantant i compositor estatunidenc.

## Biografia
Rogers va créixer a Ozark, Missouri, on va aprendre a tocar la guitarra als 6 anys i va començar a tocar el piano i la veu als 12 anys. Va començar a actuar en produccions de teatre a 5è grau i a escriure cançons poc després. De jove va assistir a concerts de formació per a artistes com Lady Gaga i Nelly Furtado. Rogers va sortir com a gai a 6è de primària i, tot i que la seva família li va donar suport, va sentir que havia d'amagar la seva orientació a causa del clima cultural de la seva ciutat natal.
Rogers es va traslladar a Nashville als 18 anys per estudiar composició de cançons a la Universitat de Belmont. Durant el seu primer any, l'actuació en directe de Rogers va atraure l'interès de Sony/ATV, donant lloc a un acord editorial. Rogers es va graduar el 2018.

## Discografia

### EP
- Evergreen (2017)
- Spiritual (2019)
- Pluto (2021)
- LOVE (2022)

### Senzills
- You Should Know (2017)
- Jacob From the Bible (2019)
- Little Queen (2019)
- Middle of Love (2021)
- Momentary (2021)
- Weddings and Funerals (2021)